# Basaltlök
Basaltlök (Allium crenulatum) är en växtart i släktet lökar och familjen amaryllisväxter. Arten beskrevs av Karl McKay Wiegand. Inga underarter finns listade i Catalogue of Life.

## Utbredning
Basaltlöken växer vilt i Nordamerika, från sydvästra Kanada till nordvästra USA. Den odlas som prydnadsväxt utomhus i andra delar av världen.